# 广东机电职业技术学院
广东机电职业技术学院，简称广东机电学院，位于广东省广州市，广东机电职业技术学院是由广东省人民政府举办、教育部备案，广东省教育厅直属的全日制普通高等院校。学校代码:12743。